# Pierre Laroche (acteur)
Pour les articles homonymes, voir Pierre Laroche et Laroche.
Pierre Laroche, né le 2 août 1931 à Etterbeek où il est mort le 3 mars 2014,, est un acteur, metteur en scène, réalisateur et scénariste belge. 
Professeur au Conservatoire royal de Bruxelles, il est aussi le cofondateur de l'Institut des arts de diffusion (IAD).

## Biographie
Pierre Laroche découvre sa vocation pendant ses études secondaires à l'Institut Saint-Boniface (actuellement Institut Saint-Boniface-Parnasse) au cours desquelles il joue dans des pièces (Polyeucte, Les Fourberies de Scapin) sous la direction de son professeur d'expression théâtrale, Georges Laumonier, ancien pensionnaire de la Comédie-Française. Pour les fêtes de son ancienne école, il monte Le Misanthrope et La Cerisaie avec l'aide de professionnels, de professeurs et même d'élèves.
Sa carrière proprement dite démarre vers 1953 par une interprétation de Roméo et Juliette avec la Compagnie des Galeries. Devenu pensionnaire au Rideau de Bruxelles, il devient bientôt l'adjoint du directeur Claude Étienne (1961). On ne compte pas le nombre de pièces qu'il réalise ou dans lesquelles il joue un les rôles principaux.
En 1961, il reçoit une Ève du Théâtre pour sa mise en scène de Timide au palais. Plusieurs théâtres bruxellois bénéficient de sa collaboration : le Théâtre royal du Parc, le Théâtre national de Belgique et le Théâtre de l'Alliance qu'il a lui-même fondé.
Pierre Laroche a étendu son champ d'action en tant que metteur en scène de cinéma et réalisateur de télévision. En 1968, Pierre Laroche a réalisé Il pleut dans ma maison, d'après Paul Willems, son seul film pour le cinéma, qui a la particularité historique, selon son producteur Pierre Levie, d'être le premier long métrage belge en couleurs. Cependant, Un soir, un train d'André Delvaux est sorti en septembre de la même année. Par ailleurs, Bwana Kitoko, long métrage documentaire colonial en couleurs d'André Cauvin, date de 1955.

## Metteur en scène
- 1967 : L'Instruction de Peter Weiss, mise en scène Pierre Laroche, Hall du Rideau de Bruxelles. Palais des Beaux-Arts
- 1968 : L'Histoire de Tobie et de Sara de Paul Claudel, mise en scène Pierre Laroche, Rideau de Bruxelles et Théâtre national de Strasbourg

## Filmographie partielle

### Cinéma

#### Comme acteur
- 1976 : Le Choix de Jacques Faber : Jean, un comédien
- 1991 : Nuit et Jour de Chantal Akerman : le père de Jack
- 1992 : Sur la terre comme au ciel de Marion Hänsel : le gynécologue
- 2003 : Mariées mais pas trop de Catherine Corsini : Mr Suchard

#### Comme scénariste
- 1969 : Il pleut dans ma maison

### Télévision
- 1974 : Les Brigades du Tigre, épisode La main noire de Victor Vicas : l'inspecteur Bogaert
- 1995 : Maigret : Les Vacances de Maigret de Pierre Joassin : juge Alain de Folletier
- 1998 : Tous les papas ne font pas pipi debout de Dominique Baron : Papi
- 1999 : Les Hirondelles d'hiver d'André Chandelle :
- 2006 : Marie Besnard, l'empoisonneuse de Christian Faure
- 2007 : L'Affaire Sacha Guitry de Fabrice Cazeneuve (TV) : Carcopino
- 2008 : Melting Pot Café : David
- 2011 : HH, Hitler à Hollywood de Frédéric Sojcher

## Distinctions
- 1961 : Ève du Théâtre
- 2008 : Prix de la critique (Belgique)